# Copa d'Àfrica de Nacions 1970
El 1970 es disputà la setena edició de la Copa d'Àfrica de Futbol, al Sudan. Es mantingué el format de l'edició anterior. Sudan es proclamà campió després de derrotar Ghana per 1 a 0 a la final.
En aquest torneig, la selecció de Ghana va jugar la final per 4a vegada consecutiva, un rècord que encara no ha estat igualat.

## Fase de classificació
Hi participaren aquestes 8 seleccions:
| Equips                         | Participacions anteriors                | Millor resultat          |
| ------------------------------ | --------------------------------------- | ------------------------ |
| Camerun                        | Debutants                               | Debutants                |
| Congo-Kinshasa (vigent campió) | 2 (1965 i 1968)                         | Campions (1968)          |
| Costa d'Ivori                  | 2 (1965 i 1968)                         | Tercer (1965 i 1968)     |
| Etiòpia                        | 6 (1957, 1959, 1962, 1963, 1965 i 1968) | Campions (1962)          |
| Ghana                          | 3 (1963, 1965 i 1968)                   | Campions (1963 i 1965)   |
| Guinea                         | Debutants                               | Debutants                |
| Sudan (anfitrió)               | 3 (1957, 1959 i 1963)                   | Finalistes (1959 i 1963) |
| R. Àrab Unida                  | 4 (1957, 1959, 1962 i 1963)             | Campions (1957 i 1959)   |

## Seus
| Khartum           | KhartumWad Madani | Wad Madani           |
| Estadi de Khartum | KhartumWad Madani | Estadi de Wad Madani |
| Capacitat: 15.000 | KhartumWad Madani | Capacitat: 15.000    |
|                   | KhartumWad Madani |                      |

## Competició

### Primera fase

#### Grup A
| Pos | Equip         | PJ | PG | PE | PP | GF | GC | DG | Pts | Classificació  |
| --- | ------------- | -- | -- | -- | -- | -- | -- | -- | --- | -------------- |
| 1   | Costa d'Ivori | 3  | 2  | 0  | 1  | 9  | 4  | +5 | 4   | Semi-finalista |
| 2   | Sudan (H)     | 3  | 2  | 0  | 1  | 5  | 2  | +3 | 4   | Semi-finalista |
| 3   | Camerun       | 3  | 2  | 0  | 1  | 7  | 6  | +1 | 4   |                |
| 4   | Etiòpia       | 3  | 0  | 0  | 3  | 3  | 12 | −9 | 0   |                |

| Camerun                    | 3–2 | Costa d'Ivori  |
| -------------------------- | --- | -------------- |
| Koum 57', 66' · N'Doga 60' |     | Pokou 25', 45' |

| Sudan                                          | 3–0 | Etiòpia |
| ---------------------------------------------- | --- | ------- |
| Gagarin 43' · Hasabu El-Sagheer 47' · Jaxa 85' |     |         |

| Camerun                                    | 3–2 | Etiòpia           |
| ------------------------------------------ | --- | ----------------- |
| Tsébo 21' · Manga-Onguéné 43' · N'Doga 70' |     | Mengistu 12', 75' |

| Costa d'Ivori | 1–0 | Sudan |
| ------------- | --- | ----- |
| Tahi 89'      |     |       |

| Costa d'Ivori                               | 6–1 | Etiòpia      |
| ------------------------------------------- | --- | ------------ |
| Losseni 16' · Pokou 21', 60', 71', 80', 87' |     | Mengistu 33' |

| Sudan                            | 2–1 | Camerun   |
| -------------------------------- | --- | --------- |
| Jaxa 20' · Hasabu El-Sagheer 60' |     | Tsébo 34' |

#### Grup B
| Pos | Equip          | PJ | PG | PE | PP | GF | GC | DG | Pts | Classificació  |
| --- | -------------- | -- | -- | -- | -- | -- | -- | -- | --- | -------------- |
| 1   | R. Àrab Unida  | 3  | 2  | 1  | 0  | 6  | 2  | +4 | 5   | Semi-finalista |
| 2   | Ghana          | 3  | 1  | 2  | 0  | 4  | 2  | +2 | 4   | Semi-finalista |
| 3   | Guinea         | 3  | 0  | 2  | 1  | 4  | 7  | −3 | 2   |                |
| 4   | Congo-Kinshasa | 3  | 0  | 1  | 2  | 2  | 5  | −3 | 1   |                |

| Ghana          | 2–0 | Congo-Kinshasa |
| -------------- | --- | -------------- |
| Owusu 29', 32' |     |                |

| R. Àrab Unida                                          | 4–1 | Guinea            |
| ------------------------------------------------------ | --- | ----------------- |
| Abo Greisha 5', 10' · El-Shazly 73' (pen.) · Basry 66' |     | Soumah 25' (pen.) |

| Congo-Kinshasa              | 2–2 | Guinea                            |
| --------------------------- | --- | --------------------------------- |
| Kalonzo 70' · Mungamuni 72' |     | Petit Sory 5' · Soumah 55' (pen.) |

| R. Àrab Unida | 1–1 | Ghana      |
| ------------- | --- | ---------- |
| Bazooka 70'   |     | Sunday 60' |

| Guinea    | 1–1 | Ghana     |
| --------- | --- | --------- |
| Thiam 10' |     | Owusu 50' |

| R. Àrab Unida   | 1–0 | Congo-Kinshasa |
| --------------- | --- | -------------- |
| Abo Greisha 71' |     |                |

### Eliminatòries
|  | Semifinals          | Semifinals |                     |   | Final | Final |
|  |                     |            |                     |   |       |       |
|  | 14 febrer – Khartum |            |                     |   |       |       |
|  |                     |            |                     |   |       |       |
|  | Costa d'Ivori       | 1          |                     |   |       |       |
|  | Costa d'Ivori       | 1          | 16 febrer – Khartum |   |       |       |
|  | Ghana               | 2          |                     |   |       |       |
|  | Ghana               | 2          | Ghana               | 0 |       |       |
|  | 14 febrer – Khartum |            | Ghana               | 0 |       |       |
|  |                     | Sudan      | 1                   |   |       |       |
|  | Rep. Àrab U.        | Sudan      | 1                   | 1 |       |       |
|  | Rep. Àrab U.        |            |                     | 1 |       |       |
|  | Sudan               | 2          |                     |   |       |       |
|  | Sudan               | 2          | Tercer lloc         |   |       |       |
|  |                     |            |                     |   |       |       |
|  | 16 febrer – Khartum |            |                     |   |       |       |
|  |                     |            |                     |   |       |       |
|  | Rep. Àrab U.        | 3          |                     |   |       |       |
|  | Rep. Àrab U.        | 3          |                     |   |       |       |
|  | Costa d'Ivori       | 1          |                     |   |       |       |

#### Semifinals
| Costa d'Ivori | 1–2 (pr.) | Ghana                   |
| ------------- | --------- | ----------------------- |
| Losseni 78'   |           | Sunday 21' · Jabir 100' |

| R. Àrab Unida | 1–2 (pr.) | Sudan              |
| ------------- | --------- | ------------------ |
| El-Shazly 84' |           | El-Asyad 83', 102' |

#### 3r i 4t lloc
| R. Àrab Unida          | 3–1 | Costa d'Ivori |
| ---------------------- | --- | ------------- |
| El-Shazly 3', 14', 50' |     | Pokou 72'     |

#### Final
| Sudan                 | 1–0 | Ghana |
| --------------------- | --- | ----- |
| Hasabu El-Sagheer 12' |     |       |

## Campió
| Guanyador de Copa d'Àfrica 1970 |
| ------------------------------- |
| · Sudan · Primer títol          |

## Golejadors
8 gols
- Laurent Pokou

5 gols
- Hassan El-Shazly

3 gols
- Mengistu Worku
- Kwasi Owusu
- Hasabu El-Sagheer
- Ali Abo Greisha

2 gols
- Emmanuel Koum
- Gaston Paul N'Doga
- Jean-Marie Tsébo
- ... Losseni
- Ibrahim Sunday
- Soriba Soumah
- Jaxa
- Muhamad El-Basheer El-Asyad

1 gol
- Jean Manga-Onguéné
- François Tahi
- Malik Jabir
- Petit Sory
- Thiam Ousmane Tolo
- Ali Gagarin
- André Kalonzo
- Léon Mungamuni
- Sayed Abdel Razek
- Taha Basry

## Equip ideal de la CAF
Porter
- Abd Al Aziz Abdallah

Defenses
- Samir Saleh
- John Eshun
- Amin Zaki
- Hany Moustafa

Mitjos
- Ernest Kallet Bialy
- Ibrahim Sunday
- ... Gnawri
- Camara Mamadou Maxim

Davanters
- Laurent Pokou
- Jaxa